# Parastrangalis diffluata
Parastrangalis diffluata är en skalbaggsart som beskrevs av Holzschuh 1999. Parastrangalis diffluata ingår i släktet Parastrangalis och familjen långhorningar. Inga underarter finns listade i Catalogue of Life.